# Dây mủ
Dây mủ (danh pháp khoa học: Finlaysonia obovata) là một loài thực vật có hoa trong họ La bố ma và có mặt ở Việt Nam. Loài này còn được gọi tên theo cách phiên âm là phin lai sơn hay lay sơn. Dây mủ được Wall. miêu tả khoa học đầu tiên năm 1831.